# ORP Oksywie
ORP „Oksywie” – okręt polskiej Marynarki Wojennej, kuter rakietowy radzieckiego projektu 205 (według nomenklatury NATO: typ Osa I).

## Historia
Został zbudowany w Stoczni Rzecznej w Rybińsku na terenie byłego Związku Socjalistycznych Republik Radzieckich. Był dziewiątym z trzynastu okrętów tego typu służących w Polsce. Do służby wszedł 9 grudnia 1971 roku. Znajdował się kolejno w składzie 1 dywizjonu Kutrów Rakietowo-Torpedowych, 1 dywizjonu Okrętów Rakietowych i 31 dywizjonu Okrętów Rakietowych w 3 Flotylli Okrętów w Gdyni. W dniach 4–26 maja 1983 roku okręt wziął udział w wielkich ćwiczeniach sił Marynarki Wojennej o kryptonimie Reda-83. Został wycofany ze służby 2 października 2000 roku. Miał numer burtowy 429, a imię nosił od dzielnicy Gdyni Oksywia.
Dowódcy:
- kmdr. ppor. Stanisław Janeczek 10.12.1971 r.
- kmdr. ppor. Jan Jakóbczyk 05.07.1975 r.
- kpt. mar. Krzysztof Zalewski 23.02.1981 r.
- kpt. mar. Krzysztof Szaga 09.03.1983 r.
- por. mar. Piotr Spyra 20.11.1987 r.
- kpt. mar. Ryszard Demczuk 01.06.1989 r.
- kpt. mar. Tomasz Golecki 27.06.1994 r.
- kpt. mar. Artur Posmyk 22.12.1998 r.

## Dane taktyczno-techniczne
- Wyporność standardowa: 171 t
- Długość: 38,5 m
- Szerokość: 7,6 m
- Prędkość maksymalna: 40 w
- Zasięg: 800 Mm
- Autonomiczność: 5 dób
- Załoga: 30 osób

## Uzbrojenie
- 4x1 wyrzutnie przeciwokrętowych kierowanych pocisków rakietowych P-15 Termit (według nomenklatury NATO: SS-N-2A Styx)
- 1x4 wyrzutnia przeciwlotniczych kierowanych pocisków rakietowych Strzała-2M (według nomenklatury NATO: SA-N-5 Grail)
- 2x2 armaty morskie kalibru 30 mm AK-230